# Pseudomyrmex faber
Pseudomyrmex faber es una especie de hormiga del género Pseudomyrmex, subfamilia Pseudomyrmecinae. Fue descrita científicamente por Smith en 1858.
Se encuentra en el norte de América del Sur.